# Regions de Djibouti
Les regions de Djibouti són la divisió administrativa de primer nivell a la República de Djibouti.

## Atribucions
Per llei de juliol de 2002 foren creades les regions com a ens principal de descentralització de l'administració. La llei de creació especifica que "la regió està dotada de personalitat jurídica i autonomia financera. S'administra lliurement mitjançant els Consells, escollits per sufragi universal directe, en les condicions fixades per la llei. Col·laboren amb l'Estat en l'Administració i la Planificació Territorial, en el desenvolupament econòmic, social, sanitari, científic i cultural així com en la protecció del medi ambient i la millora del nivell de vida, d'acord amb les competències i recursos que els atribueix la llei".
El govern de cada regió correspon a una Assemblea Regional i un Executiu Regional escollit per aquesta. L'Executiu està format pel Secretari Executiu i el seu Secretariat.

## Llista

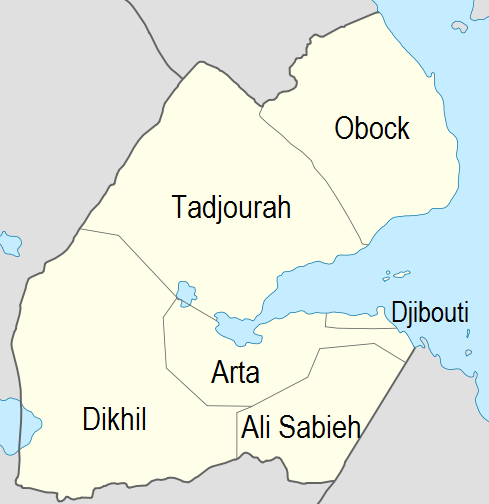
Mapa de les regions de Djibouti.

La divisió administrativa es concreta en 6 entitats: 5 regions i la ciutat de Djibouti, que té un estatut especial. Els seus noms corresponen a la ciutat que n'ostenta la capitalitat. Les seves dades són les següents:
| Nom                | Nom àrab | Superfície (km²) | Capital    |
| ------------------ | -------- | ---------------- | ---------- |
| Regió d'Ali Sabieh | علي صبيح | 2.200            | Ali Sabieh |
| Regió d'Arta       | عرتا     | 1.800            | Arta       |
| Regió de Dikhil    | دخيل     | 7.200            | Dikhil     |
| Ciutat de Djibouti | جيبوتي   | 200              | Djibouti   |
| Regió d'Obock      | ابخ      | 4.700            | Obock      |
| Regió de Tadjourah | تاجورة   | 7.100            | Tadjourah  |